# Metaphreatoicus lacustris
Metaphreatoicus lacustris är en kräftdjursart som beskrevs av Nicholls 1944. Metaphreatoicus lacustris ingår i släktet Metaphreatoicus och familjen Phreatoicidae. Inga underarter finns listade i Catalogue of Life.